# タナガワトウダイグサ
タナガワトウダイグサ（学名: Euphorbia tanaensis P.R.O.Bally & S.Carter）とは、トウダイグサ科トウダイグサ属の落葉高木の一種である。ケニアのたった1箇所のみに分布するが、その個体数も著しく少なく、絶滅の危機に瀕している（参照: #分布・保全状況）。

## 特徴
高さ16-30メートルの多肉な樹木で、幹が単幹で直径40センチメートル前後、樹皮が黄味がかった緑色で、枝は5-6稜を持ち、幅11センチメートル以下である。節はほとんどないが、最末小枝は多肉質で幅5-10センチメートル、10-35センチメートルの間隔でくびれている。多肉質な枝に沿って対になった刺があり、長さ3-4ミリメートルである。白い乳液を含む。葉は落葉性でデルタ字状、8-12×4-6ミリメートルである。杯状花序は4×12ミリメートル前後、非常に広い杯状の総苞を有し全体が暗紅色であり、横楕円形で2.5×5ミリメートル前後の蜜腺が5-6本、横楕円形で2×4ミリメートルの裂片が5-6あり、長さ2.5センチメートル以下の花柄を有する1-3出で2叉の集散花序を構成する。苞葉は円形で2.5×4.5ミリメートル前後である。雄蕊（おしべ）は長さ3.75ミリメートルである。雌花は花被が3裂で裂片は1ミリメートル前後、花柱が長さ1ミリメートル、厚く多肉質、基部で繋がり、先端が厚く、2裂する。果実は赤色で3裂する蒴果で、未熟な蒴果は長さ14ミリメートルの小花柄上に突出し、6×10ミリメートルである。

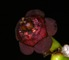
杯状花序。

## 分布・保全状況
CRITICALLY ENDANGERED (IUCN Red List Ver. 2.3 (1994))
本種が見られるのはケニアのみ、それもたった42平方キロメートルのヴィツウ森林保護区（英: Witu Forest Reserve）内の、半落葉性の湿地林のみである。Beentje (1994) は10本の樹木のみが存在を知られているとしていたが、東アフリカのレッドリスト（英: East African Plant Red List Authority）による評価がなされた2006年を経た時点ではさらに数が減って成木が4本確認されたのみであり、容易に絶滅しかねない状況となっている。
本種は違法伐採やヴィツウの林縁にまで入り込んで行われる農牧活動といった脅威に晒されている。ヴィツウ森林保護区は法的に保護されてはいるものの、民間事情の不安定さにより法律が施行されなかったり研究意欲が削がれたりしてきたことから、タナガワトウダイグサは依然絶滅の瀬戸際にある状況であるといえる。
2人の保護活動家がタナガワトウダイグサを栽培していることが知られており、繁殖や自生地への再導入に向けての基金が求められているところである。
なお、多肉化するトウダイグサ属植物であるため、ワシントン条約（CITES）附属書IIの適用対象となる。

## 関連文献
- Bally, P.R.O. (1964). “Miscellaneous notes on the flora of Tropical East Africa, including descriptions of new taxa, 16–22”. Candollea 19:  160. doi:10.5169/seals-880377. - 本種の形態が初めて記された文献。この時点では1958年1月1日以降であるにもかかわらずタイプが指定されていなかったため、無効名と見做される (参照: ICN 2018年版、第40条1項)。
- Bally, P.R.O.; Carter, Susan (1974). “Miscellaneous notes on the flora of Tropical East Africa”. Candollea 29 (2):  390. doi:10.5169/seals-880150. - 本種の原記載文献。ここで漸くタイプ（Greenway 9473; キュー王立植物園所蔵; cf. K000237687(GBIF, JSTOR) & K000237688(GBIF, JSTOR)）が提示され、有効名となった。ただし Carter & R.-Smith (1988) で指摘されている通り、バリーが示した採取地情報は誤ったものとなっている。